# اجموور (دلاویر)
اجموور (به انگلیسی: Edgemoor) یک منطقهٔ مسکونی در ایالات متحده آمریکا است که در شهرستان نیوکاسل، دلاویر واقع شده‌است. اجموور ۴٫۷ کیلومتر مربع مساحت و ۵٬۶۷۷ نفر جمعیت دارد و ۹٫۱۴ متر بالاتر از سطح دریا واقع شده‌است.